# Atelopus oxapampae
Atelopus oxapampae es una especie de anfibio anuro de la familia Bufonidae.

## Distribución geográfica
Esta especie es endémica de la región de Pasco del Perú. Habita entre los 1770 y 2200 m de altitud en la Cordillera Oriental.

## Descripción
Los machos miden de 19.2 a 22.1 mm.

## Etimología
Esta especie lleva su nombre en referencia al lugar de su descubrimiento, Oxapampa.

## Publicación original
- Lehr, Lötters & Lundberg, 2008 : A New Species of Atelopus (Anura: Bufonidae) from the Cordillera Oriental of Central Peru. Herpetologica, vol. 64, n.º 3, p. 368-378[5]